# 21736 Samaschneid
21736 Samaschneid è un asteroide della fascia principale. Scoperto nel 1999, presenta un'orbita caratterizzata da un semiasse maggiore pari a 2,3208128 UA e da un'eccentricità di 0,1876020, inclinata di 2,31865° rispetto all'eclittica.